# مگس پهپادی
مگس پهپادی (نام علمی: Eristalis tenax) نام یک گونه از خانواده مگس گلزار است.